# Obora (Hracholusky)
Obora je malá vesnice, část obce Hracholusky v okrese Prachatice v Jihočeském kraji. Nachází se asi dva kilometry východně od Hracholusek. Prochází zde silnice II/145. Je zde evidováno 31 adres. V roce 2011 zde trvale žilo 47 obyvatel.
Obora leží v katastrálním území Obora u Hracholusk o rozloze 5,79 km².

## Historie
První písemná zmínka o vesnici pochází z roku 1720.

## Obyvatelstvo
| Rok            | 1869 | 1880 | 1890 | 1900 | 1910 | 1921 | 1930 | 1950 | 1961 | 1970 | 1980 | 1991 | 2001 | 2011 | 2021 |
| -------------- | ---- | ---- | ---- | ---- | ---- | ---- | ---- | ---- | ---- | ---- | ---- | ---- | ---- | ---- | ---- |
| Počet obyvatel | 316  | 307  | 292  | 289  | 281  | 256  | 234  | 158  | 92   | 81   | 66   | 56   | 45   | 47   | 80   |
| Počet domů     | 38   | 50   | 56   | 49   | 49   | 47   | 50   | 48   | 25   | 21   | 19   | 24   | 24   | 27   | 35   |

## Obecní správa
Při sčítání lidu v letech 1850–1963 Obora byla samostatnou obcí, se kterým patřila nejprve do okresu Prachatice, ale v roce 1950 v okrese Vodňany. Od roku 1964 je částí obce Hracholusky v okrese Prachatice.